# Superliga de Albania 2022-23
La Superliga de Albania 2022-23 (oficialmente y en albanés: Kategoria Superiore 2022-23) es la 84a edición de la máxima categoría de fútbol de Albania. Está organizada por la Federación Albanesa de Fútbol y se disputa por 10 equipos. Comenzó el 19 de agosto de 2022 y finalizará el 24 de mayo de 2023.

## Ascensos y descensos
| Pos. | Descendidos de Superliga de Albania 2021-22 |
| ---- | ------------------------------------------- |
| 9.º  | Dinamo Tirana                               |
| 10.º | Skënderbeu                                  |

| Pos. | Ascendidos de Kategoria e Parë 2021-22 |
| ---- | -------------------------------------- |
| 1.º  | Bylis                                  |
| 2.º  | Erzeni                                 |

## Formato
Los diez equipos participantes jugarán entre sí todos contra todos cuatro veces totalizando 36 partidos cada uno, al término de la fecha 36 el primer clasificado obtendrá un cupo para la Primera ronda de la Liga de Campeones 2023-24, mientras que el segundo y tercer clasificado obtendrán un cupo para la Primera ronda de la Liga Europa Conferencia 2023-24. Por otro lado los dos últimos clasificados descenderán a la Kategoria e Parë 2023-24, mientras que el octavo clasificado jugará el Play-off de relegación contra el tercer clasificado de la Kategoria e Parë 2022-23 para determinar cual de los dos jugará en la Superliga 2023-24.
Un tercer cupo para la Primera ronda de la Liga Europa Conferencia 2023-24 será asignado al campeón de la Copa de Albania.

## Equipos participantes

### Información de los clubes
| Equipo    | Ciudad     | Estadio                 | Capacidad |
| --------- | ---------- | ----------------------- | --------- |
| Bylis     | Ballsh     | Adush Muça Stadium      | 5,200     |
| Egnatia   | Rrogozhinë | Estadio Rrogozhinë      | 4.000     |
| Erzeni    | Shijak     | Niko Dovana Stadium     | 12,040    |
| Kastrioti | Krujë      | Estadio Kamëz           | 5.500     |
| Kukësi    | Kukës      | Kukës Arena             | 6.322     |
| Laçi      | Laç        | Laçi Stadium            | 2.300     |
| Partizani | Tirana     | Partizani Complex       | 4.500     |
| Teuta     | Durrës     | Niko Dovana Stadium     | 12.040    |
| Tirana    | Tirana     | Selman Stërmasi Stadium | 9.500     |
| Vllaznia  | Shkodër    | Loro Boriçi Stadium     | 16.000    |

### Equipos por condado
| \| Condado \| N.º \| Equipos \| \| ------- \| --- \| -------------------------------- \| \| Tirana \| 3 \| Egnatia, Partizan y Tirana \| \| Durrës \| 3 \| Erzeni, Kastrioti y Teuta Durrës \| \| Fier \| 1 \| Bylis \| \| Kukës \| 1 \| Kukësi \| \| Lezhë \| 1 \| Laçi \| \| Shkodër \| 1 \| Vllaznia \| |     |                                  |
| Condado | N.º | Equipos                          |
| Tirana | 3   | Egnatia, Partizan y Tirana       |
| Durrës | 3   | Erzeni, Kastrioti y Teuta Durrës |
| Fier | 1   | Bylis                            |
| Kukës | 1   | Kukësi                           |
| Lezhë | 1   | Laçi                             |
| Shkodër | 1   | Vllaznia                         |

## Tabla de posiciones
| Pos. | Equipo        | Pts. | PJ | G  | E  | P  | GF | GC | Dif. | Clasificación_descenso                                    |
| ---- | ------------- | ---- | -- | -- | -- | -- | -- | -- | ---- | --------------------------------------------------------- |
| 1    | Partizani (C) | 67   | 36 | 20 | 7  | 9  | 56 | 37 | +19  | Primera fase clasificatoria de la Liga de Campeones       |
| 2    | Tirana        | 67   | 36 | 20 | 7  | 9  | 56 | 33 | +23  | Primera fase clasificatoria de la Liga Europa Conferencia |
| 3    | Egnatia       | 52   | 36 | 14 | 10 | 12 | 46 | 32 | +14  | Primera fase clasificatoria de la Liga Europa Conferencia |
| 4    | Vllaznia      | 50   | 36 | 13 | 11 | 12 | 39 | 37 | +2   | Primera fase clasificatoria de la Liga Europa Conferencia |
| 5    | Laçi          | 48   | 36 | 14 | 6  | 16 | 45 | 46 | −1   |                                                           |
| 6    | Teuta         | 48   | 36 | 12 | 12 | 12 | 33 | 40 | −7   |                                                           |
| 7    | Kukësi        | 45   | 36 | 12 | 9  | 15 | 31 | 35 | −4   |                                                           |
| 8    | Erzeni        | 40   | 36 | 8  | 16 | 12 | 36 | 48 | −12  | Promoción de descenso                                     |
| 9    | Bylis (D)     | 38   | 36 | 9  | 11 | 16 | 31 | 42 | −11  | Descenso a Kategoria e Parë                               |
| 10   | Kastrioti (D) | 35   | 36 | 8  | 11 | 17 | 26 | 49 | −23  | Descenso a Kategoria e Parë                               |

Actualizado a los partidos jugados el 29 de mayo de 2023.
 Fuente: Soccerway
Criterios de clasificación: 1) Puntos; 2) Puntos entre sí; 3) Diferencia de gol entre sí; 4) Goles marcados entre sí; 5) Diferencia de gol; 6) Goles marcados; 7) Sorteo.
Notas:
1. ↑  Ambos finalistas de la Copa de Albania 2022-23. Tirana y Egnatia ya están clasificados a competiciones europeas, por lo tanto el cupo que da la copa pasa al cuarto lugar de liga.